# Ханс Рихтер
Ханс Рихтер (на немски: Hans Richter), роден като Янош Рихтер (на унгарски: János Richter), е австроунгарски оперен и симфоничен диригент. Учи във Виенската консерватория със специален интерес към рог. След завършването си той работи в Унгарската империя в различни оперни театри. През 60-те години се сближава с Рихард Вагнер и през 1876 г., при тържественото откриване на Байройтския театър, дирижира премиерата на „Пръстенът на нибелунга“.

## Избрани произведения
- Romanze für Horn und Klavier op. 37, Sehnsucht des Entfernten nach seiner Heimat, revidiert von Hans Pizka, 1996 OCLC 163127517
- Hornquartett in vier Sätzen, herausgegeben von William Martin, Hans Pizka, München 1996 OCLC 50680818
- Der fliegende Holländer, Fantasie nach Richard Wagner für Hornquartett, Hans Pizka, Kirchheim, 1992 OCLC 1182785957
- Wagneriana, Fantasie für fünf Hörner nach Motiven von Richard Wagner, revidiert von Hans Pizka, 1981, 1997 OCLC 51026502
- Der Wasserfall auf dem Scherbelberg, Humoreske für Pianoforte OCLC 700429577